# 이동호 (1937년)
이동호(李同浩, 1937년 6월 9일 ~ )는 대한민국의 관료이자 기업인이다.

## 학력
- 영동농림중학교 졸업
- 대전고등학교 졸업
- 고려대학교 행정학 학사
- 연세대학교 경영전문대학원 경영학 석사
- 명지대학교 대학원 경영학 박사

## 수상 내역
- 청조근정훈장
- 홍조근정훈장
- 대통령 표창
- 자랑스러운 카톨릭 실업인 대상
- 대전고인상
- 자랑스러운 고대 법대인상
- 자랑스런 충북인상

## 생애
충청북도 영동군에서 태어났으며 본관은 인천이다. 대전고등학교를 졸업하고 고려대학교 행정학과에 입학하여 졸업하였다. 
제13회 고등고시 행정과에 합격하여 사무관 시절부터 차관까지 재무부에서 근무하였다. 노태우 정부가 출범하자 1988년 3월부터 1988년 12월까지 관세청장을, 1988년 12월부터 1990년 1월까지 재무부 차관을, 1990년 한국산업은행 총재를, 1990년 9월부터 1992년 3월까지 충청북도지사를, 1992년 3월부터 10월까지 내무부 장관을 지냈다.
1996년 제15대 국회의원 선거 신한국당 후보로 충청북도 보은군-옥천군-영동군 선거구에 출마하였으나 자유민주연합 어준선 후보에 밀려 낙선하였다.

## 역대 선거 결과
| 실시년도 | 선거  | 대수 | 직책     | 선거구                    | 정당     | 득표수   | 득표율         | 순위 | 당락 | 비고 |
| -------- | ----- | ---- | -------- | ------------------------- | -------- | -------- | -------------- | ---- | ---- | ---- |
| 1996년   | 총선  | 15대 | 국회의원 | 충북 보은군·옥천군·영동군 | 신한국당 | 30,402표 | \| \| 32.4% \| | 2위  | 낙선 |      |
|          | 32.4% |      |          |                           |          |          |                |      |      |      |

| 전임 장영철 | 제6대 관세청장 1988년 3월 5일 ~ 1988년 12월 12일 | 후임 홍재형 |

| 전임 이형구 | 제36대 재무부 차관 1988년 12월 13일 ~ 1990년 1월 31일 | 후임 진념 |

| 전임 주병덕 | 제25대 충청북도지사 1990년 9월 19일 ~ 1992년 3월 30일 | 후임 이원종 |

| 전임 이상연 | 제55대 내무부 장관 1992년 3월 30일 ~ 1992년 10월 9일 | 후임 백광현 |